# Radiator

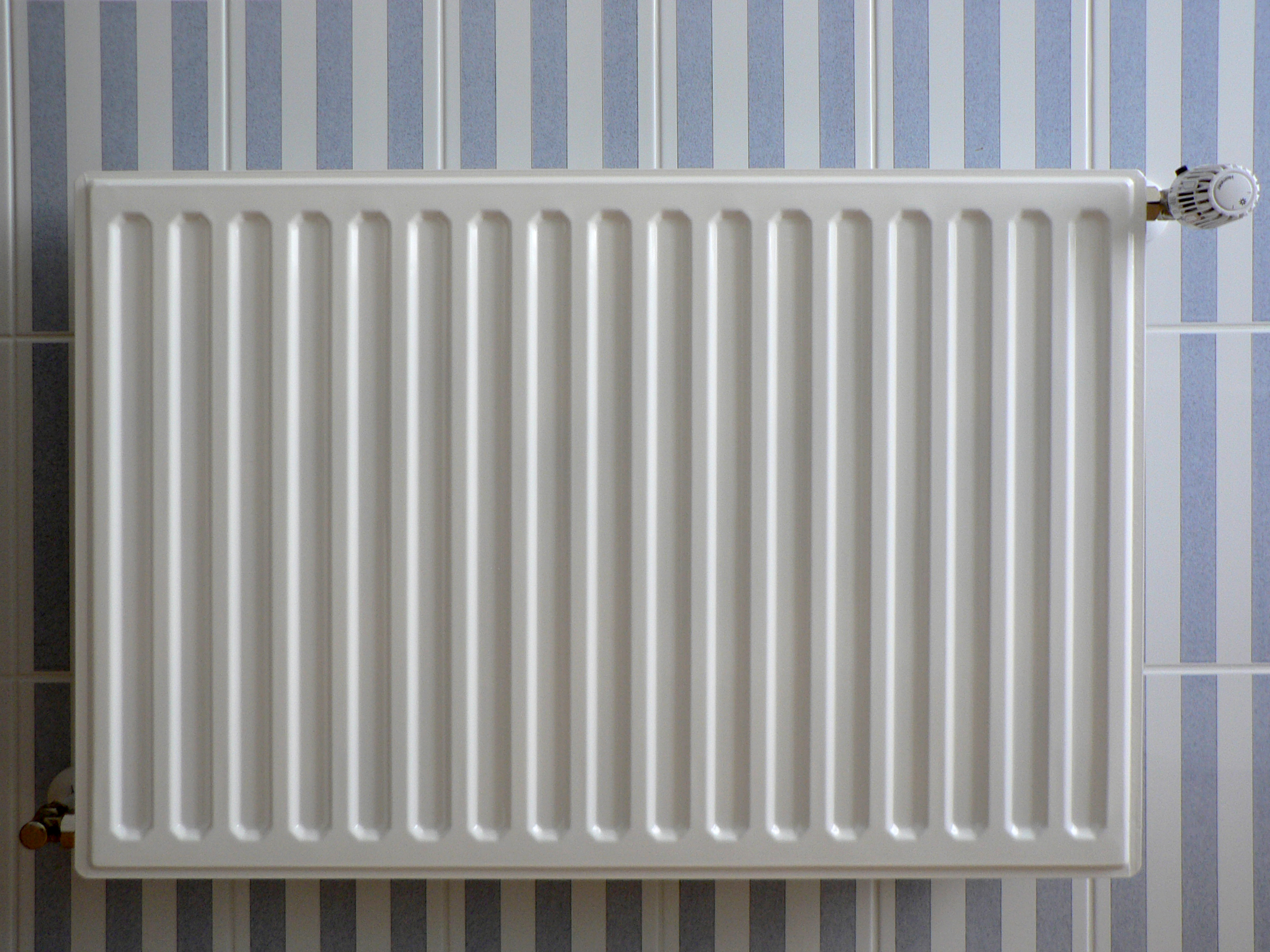
Radiator tipic folosit în încălzire centrală

În domeniul termic un radiator este un schimbător de căldură folosit pentru a transmite energia termică de la un mediu la altul și este folosit pentru încălzire sau pentru răcire.
Majoritatea radiatoarelor sunt construite pentru locuințe, automobile și aparate electronice.
Cu excepția radiatoarelor electrice, majoritatea radiatoarelor transferă căldură prin convecție, nu prin radiație.

## Imagini

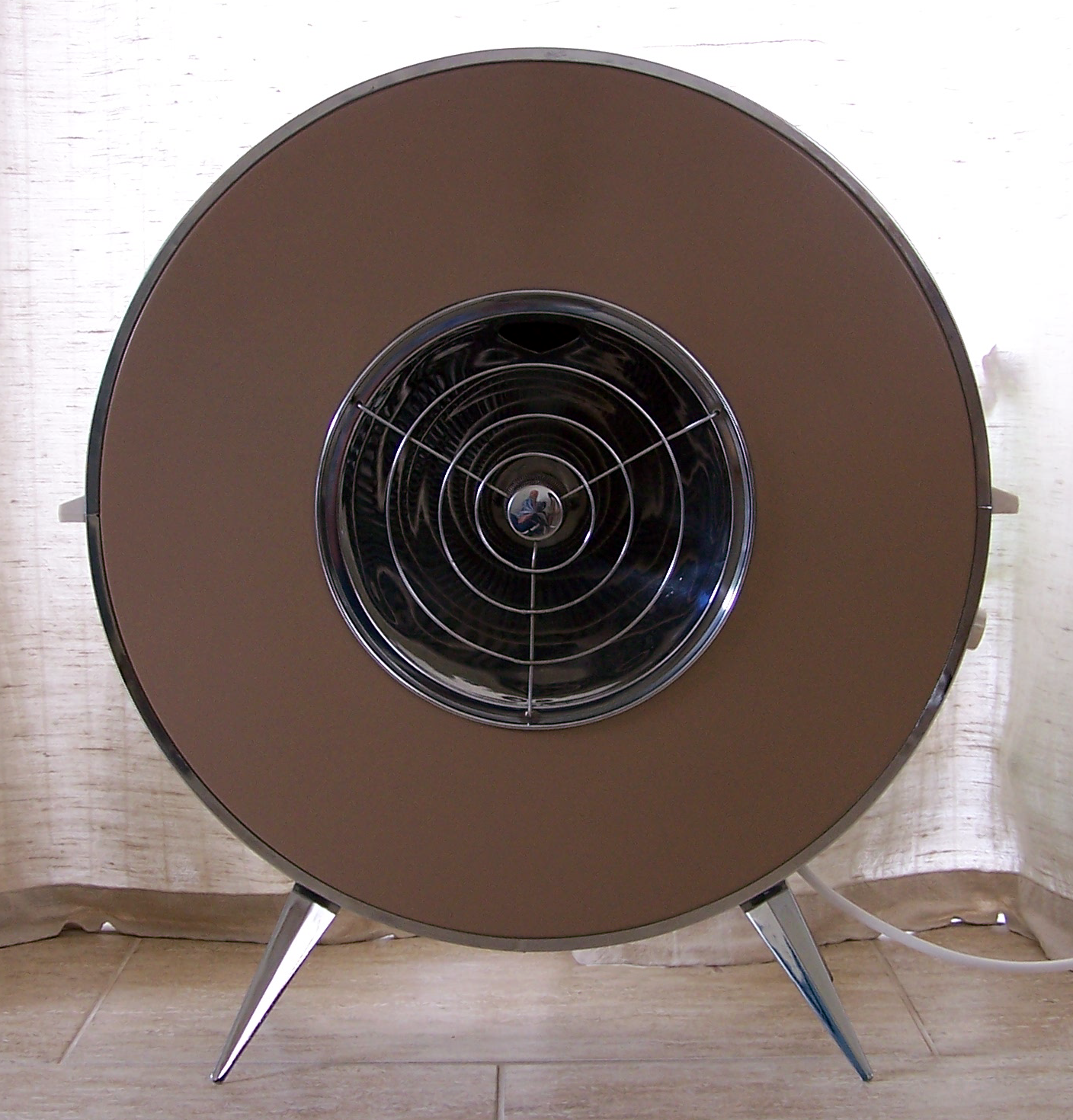
Radiator electric (convectiv/radiant)
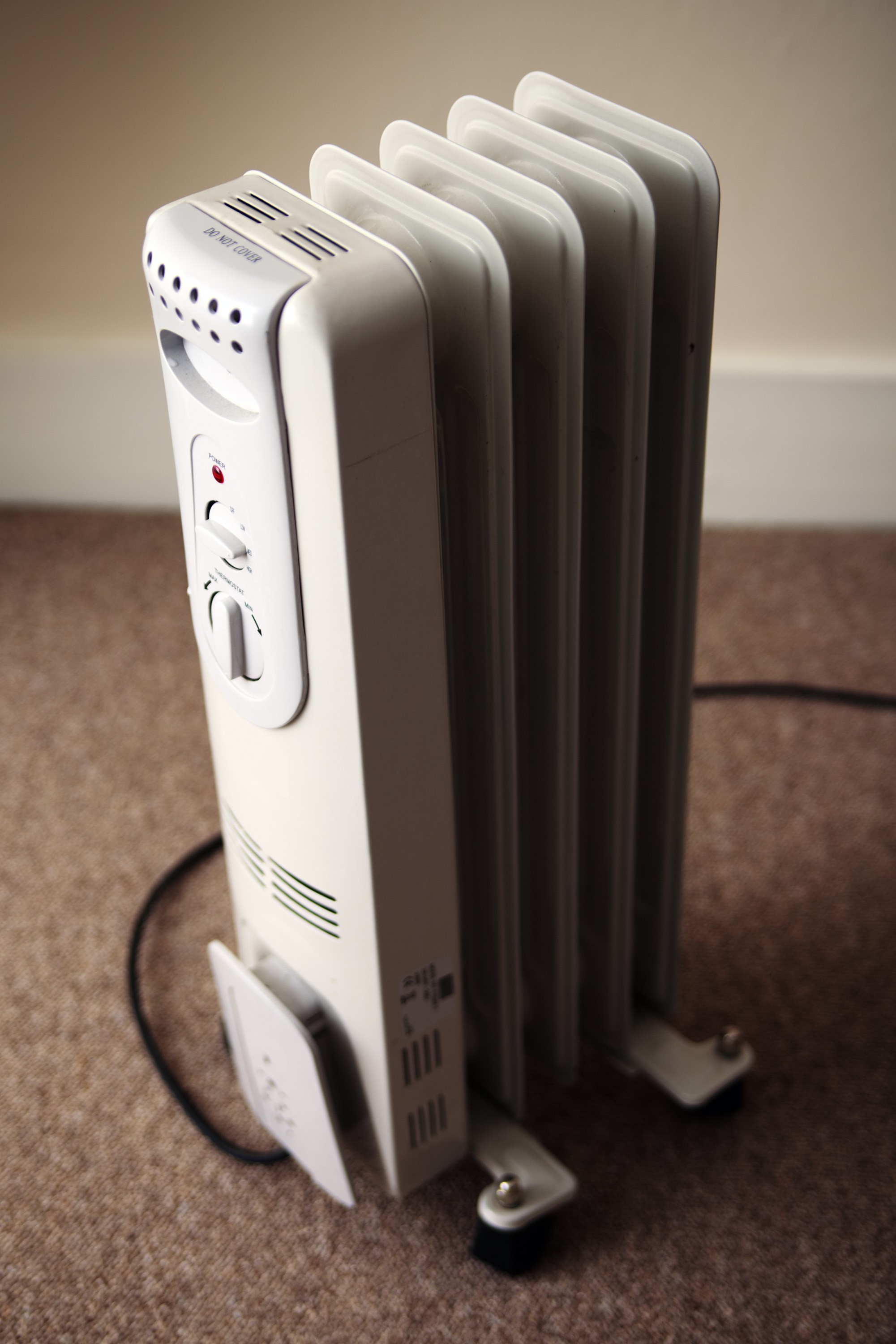
Radiator electric cu ulei (convectiv)
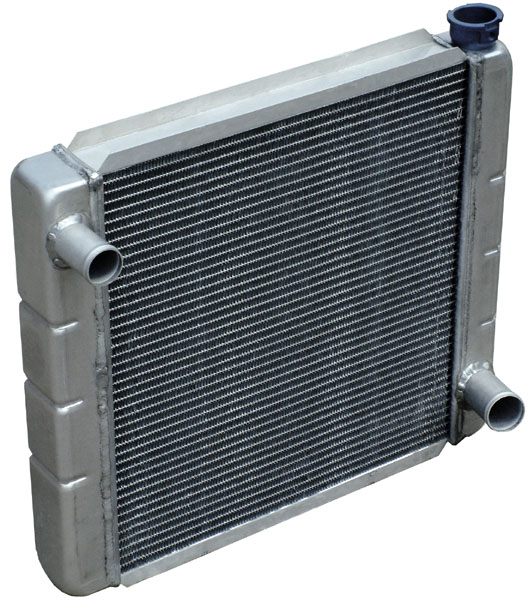
Radiator pentru răcirea unui motor de automobil (convectiv)
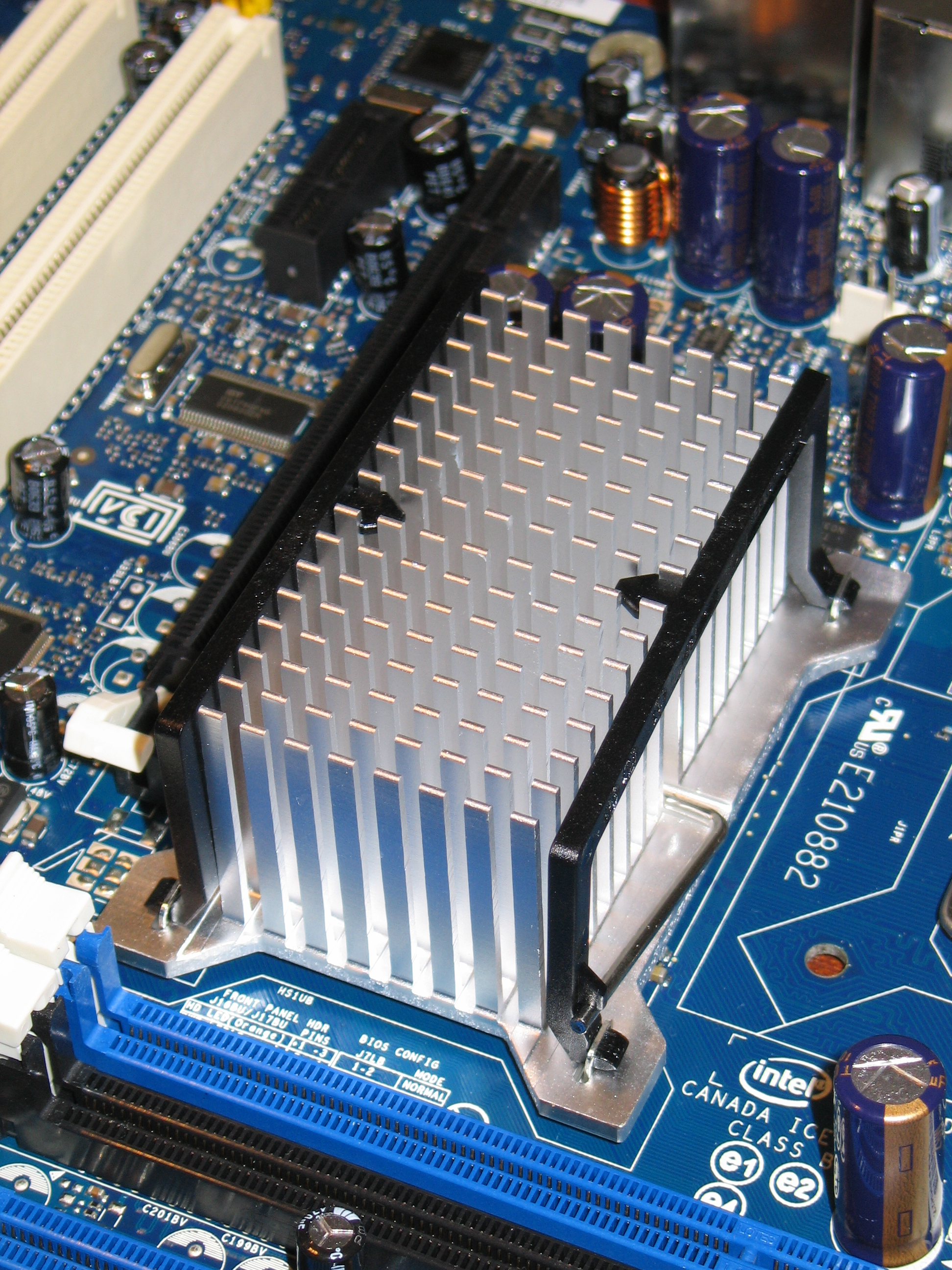
Radiator pentru răcirea unui microprocesor (convectiv)
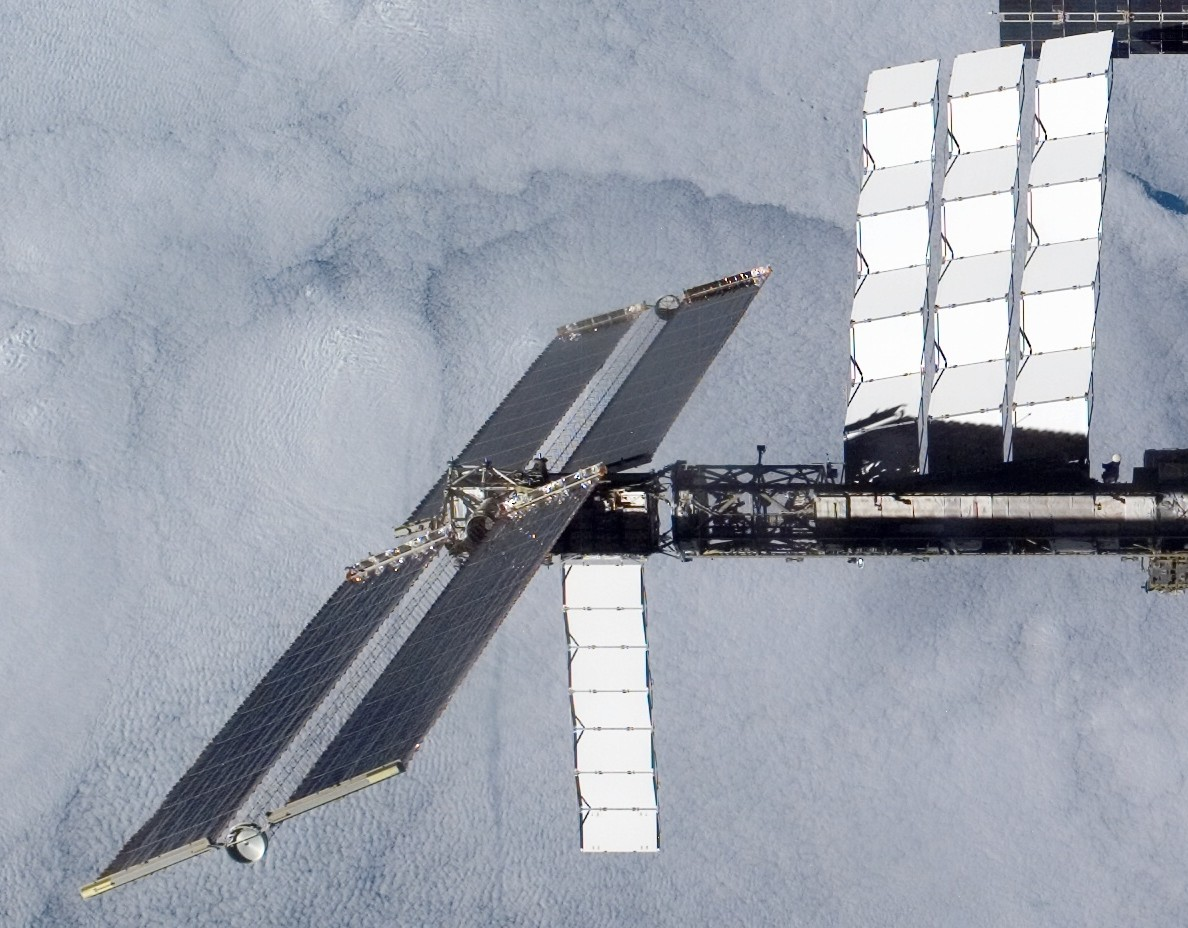
Radiatoare (cele albe) pe ISS (radiante)